# Tillsammans med Strömstedts
Tillsammans med Strömstedts är ett intervjuserie med Niklas och Jenny Strömstedt i TV4 som hade premiär 9 mars 2017. I programmet träffar de andra kändispar och pratar med dem.

## Avsnitt

### Säsong 1
- 9 mars 2017: Mikael Persbrandt och Sanna Lundell
- 16 mars 2017: Lasse Hallström och Lena Olin
- 23 mars 2017: Clara Byström Herngren och Felix Herngren
- 30 mars 2017: Jan Malmsjö och Marie Göranzon
- 6 april 2017: Helena Bergström och Colin Nutley

### Säsong 2
- Camilla Läckberg och Simon Sköld
- Peter ”Foppa” Forsberg och Nicole Nordin
- Jakob Eklund och Marie Richardson
- Lars Lerin och Junior
- Anders Bagge och Johanna Lind Bagge
- Björn Ranelid och Margareta Ranelid

### Säsong 3[2]
- Anja Pärson och Filippa Rådin
- Charlotte Perrelli och Anders Jensen
- Stina Wollter och Micke Olsson Wollter
- Marika Carlsson och Maria Sander
- Douglas ”Dogge” Leon och Claudia Sierpe Apabalza
- Sigge Eklund och Malin Eklund
- Gudrun Schyman och Jacques Öhlund
- Helen Alfredsson och Kent Nilsson